# Clusia quadrangula
Clusia quadrangula är en tvåhjärtbladig växtart som beskrevs av Harley Harris Bartlett. Clusia quadrangula ingår i släktet Clusia och familjen Clusiaceae. Inga underarter finns listade i Catalogue of Life.